# Leoparden (TV-serie)
Leoparden (originaltitel: Il Gattopardo) är en italiensk historisk och biografisk dramaserie som hade premiär den 5 mars 2025 på strömningstjänsten Netflix. Serien, som består av sex avsnitt, är baserad på Giuseppe Tomasi di Lampedusas roman med samma namn.

## Handling
Serien utspelar sig på Sicilien under andra halvan av 1800-talet och kretsar kring adelsfamiljen Salina.

## Rollista (i urval)
- Deva Cassel – Angelica Sedara
- Kim Rossi Stuart – Don Fabrizio Corbera
- Saul Nanni – Tancredi
- Benedetta Porcaroli – Concetta
- Paolo Calabresi
- Francesco Colella
- Astrid Meloni
- Greta Esposito

## Casting och roller
Saul Nanni återupptar rollen som Tancredi Falconeri i serien Leoparden, en roll som tidigare spelades av Alain Delon. Skådespelaren säger sig vara hedrad över att spela en så « emblematiskt » roll och att få följa i fotspåren av en så « otrolig » skådespelare som Delon, utan att vara rädd för att konfronteras med denna « ikon » . För att förbereda sig för rollen som Tancredi har han läst om Giuseppe Tomasi di Lampedusas roman och sett om Viscontis film, och försökt förstå de komplexa dynamikerna inom den sicilianska aristokratins familj- och samhällsstruktur under den tiden.
Deva Cassel återupptar rollen som Angelica Sedara, som spelades av Claudia Cardinale 1963. Hon föredrog att förbereda sin roll genom att fokusera på regissörernas nuvarande vision snarare än att inspireras av Cardinale.